# Битомсько-Бендзинський договір

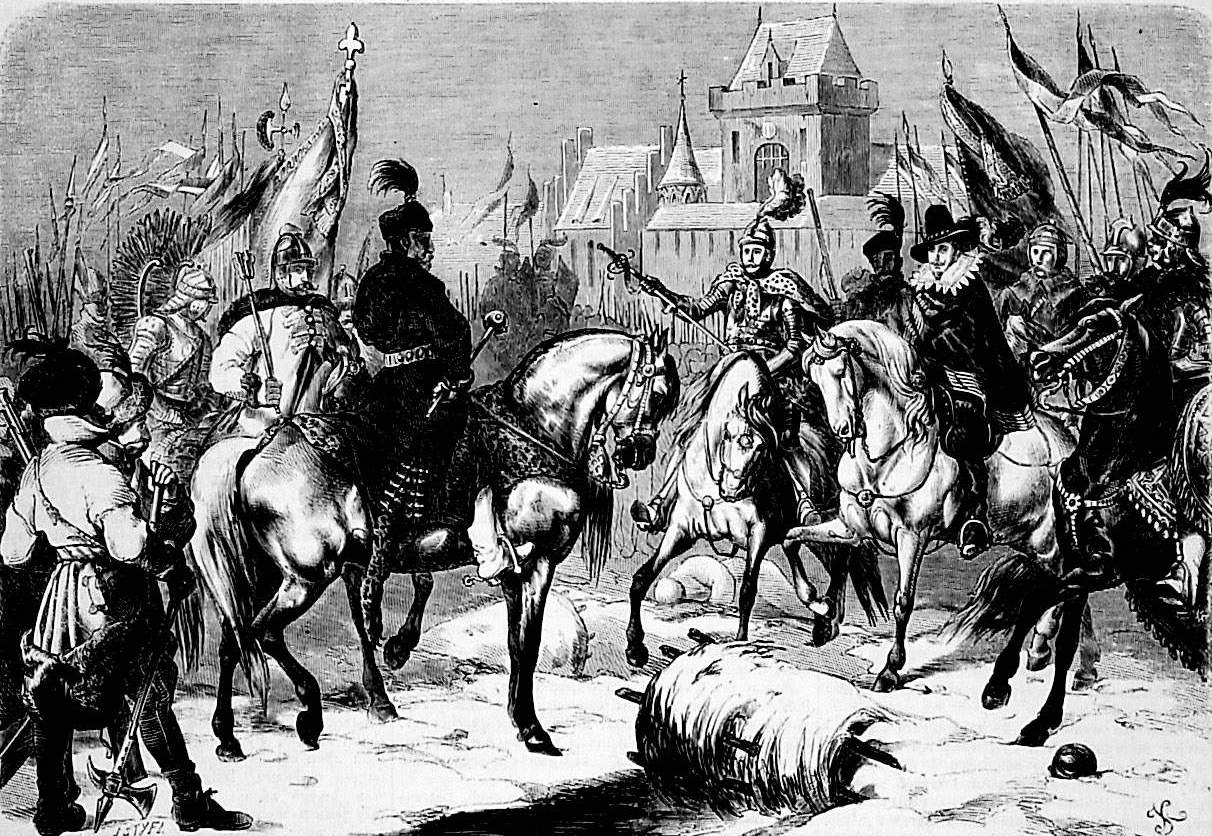
Максиміліан Габзбург здається Яну Замойському в Бичині

Битомсько-Бендзінський трактат — угода між Річчю Посполитою та країнами Габсбургів, підписана 9 березня 1589 року.
За ним Габсбурги визнавали польським королем і великим князем литовським Сигізмунда III Вазу. Претендент Габсбургів на польський престол Максиміліан мав відмовитися від свого польського королівського титулу.
Мирні переговори відбулися на сілезькому кордоні в Бендзині, Польща, і Битомі, тодішня Чехія; делегації зазвичай залишалися по свій бік кордону. З польського боку її очолив Анджей Опалінський разом з єпископом Влоцлава Ієронімом Роздражевським, Станіславом Гостомським, Янушем Острозьким та Яном Замойським; габсбурзьких сановників очолювали Вільгельм з Рожемберка та Станіслав Павловський з Павловіц, єпископ Оломоуца. Папським легатом і посередником був кардинал Іпполіто Альдобрандіні (пізніше папа Климент VIII). Імператор Рудольф II мав відмовитися від угод з Московським царством проти Речі Посполитої та Швеції та припинити підтримку прихильників Максиміліана. Любовня, яка була захоплена під час конфлікту, мала бути повернута до Польщі. Більше того, імператор обіцяв не втручатися у внутрішні справи Польщі та Литви. Стара дружба мала бути відновлена. Польська сторона також пообіцяла негайно звільнити Максиміліана, який потрапив у полон у битві під Бичиною. Договір підписали польський король та імператор, а також усі правителі Габсбургів.
«8 березня відбулася тривала зустріч польської делегації, яка мала тривати до півночі, а після її завершення в ніч з 8 на 9 березня в замку в Бендзині в присутності кардинала Альдобрандіні, Польські комісари підписали статті угоди. Того ж дня вони підписали т. в Битомсько-Бендзинський договір був підписаний імператорськими посланцями. Відповідно до нього ерцгерцог Максиміліан Габсбург зрікався польського престолу, Габсбурги обіцяли не втручатися в польські справи, зобов'язувалися повернути Польщі Любовлю, а також обіцяли не укладати жодних угод з Москвою проти Речі Посполитої та Швеції.»

Формальності з польської сторони були виконані вчасно, але супротивна сторона не хотіла. Максиміліан відмовився від титулу польського короля лише 1598 року.